# Viên Thuần Thanh
Viên Thuần Thanh (sinh tháng 3 năm 1952) là chính khách nước Cộng hòa Nhân dân Trung Hoa. Ông từng giữ chức Bí thư Tỉnh ủy tỉnh Sơn Tây, Chủ nhiệm Ủy ban Thường vụ Đại hội đại biểu nhân dân tỉnh Sơn Tây và Tỉnh trưởng Chính phủ Nhân dân tỉnh Thiểm Tây.

## Tiểu sử
Viên Thuần Thanh sinh tháng 3 năm 1952, người huyện Hán Thọ, tỉnh Hồ Nam. Sau khi tham gia công tác vào tháng 10 năm 1971, ông công tác tại Công an huyện Hán Thọ và Công an Địa khu Thường Đức (nay là địa cấp thị Thường Đức) thuộc tỉnh Hồ Nam. Tháng 10 năm 1971, ông gia nhập Đảng Cộng sản Trung Quốc.
Tháng 2 năm 1977 đến tháng 1 năm 1980, ông học chuyên ngành pháp luật khoa pháp luật tại Đại học Bắc Kinh. Trong thời gian đó, ông giữ chức Phó Bí thư Đoàn trường, Chủ tịch Hội Sinh viên trường Đại học Bắc Kinh từ tháng 5 năm 1978 đến tháng 12 năm 1979. Sau khi tốt nghiệp, ông công tác tại Trung ương Đoàn Thanh niên Cộng sản Trung Quốc từ tháng 1 năm 1980. Tháng 9 năm 1987 đến tháng 7 năm 1990, ông học nghiên cứu sinh tại chức chuyên ngành chính trị học khoa pháp luật tại Đại học Khoa học Chính trị và Luật Trung Quốc, được trao học vị thạc sĩ luật học.
Tháng 12 năm 1992, ông trở thành Bí thư Ban Bí thư Trung ương Đoàn Thanh niên Cộng sản Trung Quốc. Ông đồng thời đảm nhiệm vị trí Phó Chủ tịch Hội Liên hiệp Thanh niên Toàn quốc Trung Hoa từ tháng 8 năm 1994 đến tháng 12 năm 1997. Tháng 9 năm 1997, ông được bổ nhiệm làm Tổng Thư ký Ủy ban Kiểm tra Kỷ luật Trung ương.
Tháng 3 năm 2001, ông được bổ nhiệm làm Phó Bí thư Tỉnh ủy Thiểm Tây. Tháng 1 năm 2004, ông kiêm nhiệm chức vụ Bí thư Thành ủy Tây An. Tháng 2 năm 2004, ông được bầu kiêm nhiệm vị trí Chủ nhiệm Ủy ban Thường vụ Đại hội đại biểu nhân dân thành phố Tây An. Tháng 6 năm 2006, ông được bổ nhiệm làm Phó Bí thư Tỉnh ủy, quyền Tỉnh trưởng Chính phủ Nhân dân tỉnh Thiểm Tây. Tháng 2 năm 2007, ông chính thức được bầu làm Tỉnh trưởng Chính phủ Nhân dân tỉnh Thiểm Tây. Ngày 31 tháng 5 năm 2010, ông được bổ nhiệm giữ chức Bí thư Tỉnh ủy Sơn Tây. Tháng 7 năm 2010, ông được bầu kiêm nhiệm vị trí Chủ nhiệm Ủy ban Thường vụ Đại hội đại biểu nhân dân tỉnh Sơn Tây.
Ngày 2 tháng 9 năm 2014, tờ Bưu điện Hoa Nam buổi sáng (SCMP - Hồng Kông) cho biết Bí thư Tỉnh ủy tỉnh Cát Lâm Vương Nho Lâm đã thay Viên Thuần Thanh làm Bí thư Tỉnh ủy Sơn Tây. Viên Thuần Thanh bị thay thế sau khi một loạt quan chức tỉnh Sơn Tây bị điều tra tham nhũng, ông không bị điều tra nhưng chuyển sang phụ trách công tác nông thôn cho chính phủ. Viên Thuần Thanh giữ chức Phó Tổ trưởng Tiểu tổ Lãnh đạo công tác nông thôn Trung ương cho đến tháng 10 năm 2017.
Ông là Ủy viên dự khuyết Ủy viên Trung ương Đảng Cộng sản Trung Quốc khóa XVI và Ủy viên Ban Chấp hành Trung ương Đảng Cộng sản Trung Quốc khóa XVII, XVIII. Ông cũng là Ủy viên Thường vụ Ủy ban Kiểm tra Kỷ luật Trung ương khóa XV và đại biểu Quốc hội khóa X (2003-2008), XI (2008-2013).